# Oliveira, São Paio e São Sebastião
Oliveira, São Paio e São Sebastião (llamada oficialmente União das Freguesias de Oliveira, São Paio e São Sebastião) es una freguesia portuguesa del municipio de Guimarães, distrito de Braga.

## Historia
Fue creada el 28 de enero de 2013 en aplicación de una resolución de la Asamblea de la República de Portugal promulgada el 16 de enero de 2013 con la unión de las freguesias de Oliveira do Castelo, São Paio y São Sebastião.

## Demografía
| Gráfica de evolución demográfica de Oliveira, São Paio e São Sebastião entre 2011 y 2021 |
|                                                                                          |
| Datos según el nomenclátor publicado por el INE portugués.                               |